# 이시카와 고에몬
이시카와 고에몬(일본어: 石川五右衛門, 홍치 4년〈1558년〉? - 문록 3년 음력 8월 24일〈양력 1594년 10월 8일〉)는 아즈치모모야마 시대의 도적 우두머리다. 문록 3년에 체포되어 교토 산조가하라에서 팽형에 처해졌다. 에도시대에 창작의 재료로서 활발히 이용됨으로써 높은 지명도를 얻었다. 종래에는 그 실재성이 의문시되는 민간영웅 취급이었지만, 예수회 선교사들의 일기에서 언급된 것이 발견되었다.

## 출전
사료에 남은 이시카와 고에몬에 관한 기록은 모두 그의 처형과 관련된 것이다.
아즈치모모야마 시대부터 에도시대 초기까지 20년 정도 일본에 체류한 무역상 베르나르디노 데 아빌라 히론이 쓴 『일본왕국기』에 보면, 일찍이 도읍(교토)을 휩쓸고 다니는 집단이 있었는데, 15인의 두목이 잡혀 교토 산조가와라에서 산 채로 기름에 튀겨 죽였다고 기록되어 있다. 여기에 예수회 선교사로 일본에 머물던 페드로 모레혼이 “이 사건은 1594년 여름에 있었다. 기름에 튀겨진 것은 ‘Ixicava goyemon’과 그 가족 9명 내지 10명이었다. 그들은 병사와 같이 행세하였다 해서 10명에서 20명이 십자가형에 처해졌다”라고 주석을 달았다.
한편, 공가귀족인 야마시나 토키츠네의 일기인 『언경경기』에 보면 문록 3년 음력 8월 24일(양력 1594년 10월 8일)에 “도적, 소매치기 10 명. 그 중 1명은 가마솥에 튀겨졌다. 동류 열아홉은 책형. 산조바시 둔치에서 집행되다”라고 기재되어 있어서, 처형된 사람이 누구인지 기록은 없지만 선교사 모레혼의 주석과 내용이 일치한다.
조금 후대이지만 관영 19년(서기 1642년)에 편찬된 『풍신수길보』(하야시 라잔 편)에 보면 “문록 무렵에 이시카와 고에몬이라는 도적이 강도, 추박(追剥), 악역비도(悪逆非道)를 일삼아서 히데요시의 명에 의해 마에다 겐이(당시 교토소사대)에게 사로잡혀 그 어머니와 동류 20인과 더불어 솥에 튀겨졌다”고 기록되어 있다.
이런 사료들을 교차검증해 보면 이시카와 고에몬이라는 인물이 실존인물이었고 1594년 8월에 히데요시의 명으로 교토에서 튀겨져 죽었다는 것은 틀림없는 사실인 것으로 보인다.